# Аугустус-штрассе

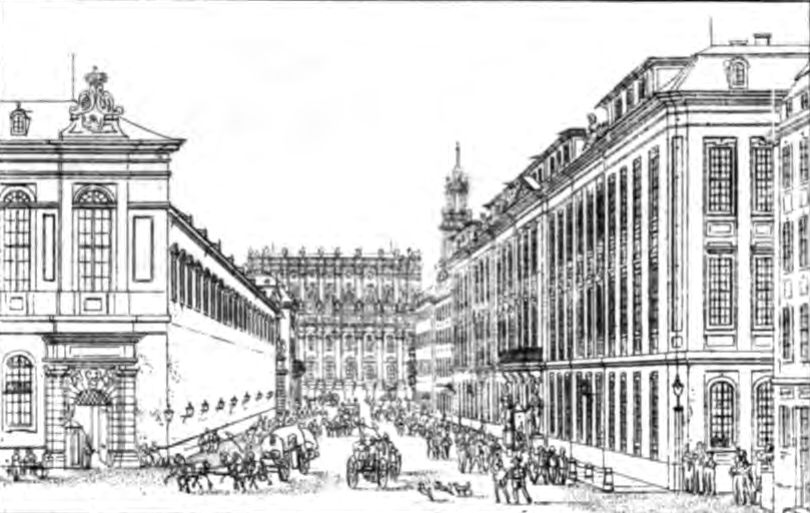
Аугустус-штрассе, вид в сторону Хофкирхе (иллюстрация 1820 года)

Аугустус-штрассе (нем. Augustusstraße) — улица в историческом центре Дрездена, соединяет площадь Ноймаркт и Дворцовую площадь. Улица на всём своём протяжении является пешеходной зоной. Улица известна с XVI века, однако своё современное название получила только на рубеже XVIII-XIX веков, в честь саксонского курфюрста Августа Сильного. На чётной стороне улицы находятся Дом земельных сословий Саксонии, где с 2001 года заседает Высший земельный суд Дрездена, и I квартал Ноймаркта, на нечётной — внешняя северная стена Штальхофа, украшенная знаменитым панно  «Шествие князей», и Иоганнеум, в котором с 1956 года расположен Музей транспорта.